# Grêmio Esportivo Juventus
Il Grêmio Esportivo Juventus, noto anche come Juventus-SC o semplicemente come Juventus, è una società calcistica brasiliana con sede nella città di Jaraguá do Sul, nello stato di Santa Catarina.

## Storia
Il club è stato fondato il 1º maggio 1966. La Juventus ha partecipato al Campeonato Brasileiro Série C nel 1995 e nel 1996, in quest'ultima occasione con la denominazione Jaraguá Atlético Clube.

## Palmarès

### Competizioni statali
- Campeonato Catarinense Série C: 1

2004